# Поступ (вино)
Поступ (хорв. Postup) — хорватське першокласне червоне вино, виготовлене із сорту винограду «плаваць малий чорний» (хорв. plavac mali crni) в однойменному виноробному підрайоні Пелєшаць виноробної області Середньої та Південної Далмації.
Приблизно на 50 га місцевості під назвою Поступ в урожайний рік можна виробити близько 34—40 тис. т винограду (урожайність становить не більш ніж 60%), тобто близько 2400 гкл вина найвищої якості «Поступ». Насправді урожайний рік — це той, коли через специфічні мікрокліматичні умови частина вирощеного в цій місцевості (а також у місцевості, яка називається Дінгач) винограду сорту plavac mali crni перестигла, тим самим даючи приблизно 30% сухих ягід, що збільшує вміст цукру та створює умови для отримання багатьох інших складників, важливих для якості майбутнього вина.
Вино відзначається високим вмістом етанолу (часто понад 14% об.) і сухого екстракту (понад 30 г/л). Має пурпурово-темно-червоний колір із синіми відсвітами, а також приємний та неповторний аромат і букет. Воно завжди високо цінувалося на ринку і зазвичай продавалося в чотири рази дорожче, ніж інші далматинські червоні вина (крім дінгача, від якого поступ важко відрізнити). Класифікується як вино найвищого визнаного хорватським законодавством розряду (хорв. vrhunsko vino «вино найвищої якості»). Це друге після дінгача вино, удостоєне цього ступеня якості (1967).